# 立川志の八
立川 志の八（たてかわ しのはち、1974年（昭和49年）5月24日 - ）は、神奈川県横浜市戸塚区出身の落語家。本名：濱永 徹。落語立川流所属の真打。出囃子は『エイトマン』。

## 略歴
父親は神奈川県民ホール寄席を主催するごらく茶屋席亭の濱永廣生。
神奈川県立汲沢高等学校を経て、町田デザイン専門学校を卒業。2000年（平成12年）5月、落語立川流・立川志の輔門下に入門、兄弟子の志の吉（現：晴の輔）に続く二番弟子となる。前座名は志の八。
2009年（平成21年）2月、二ツ目に昇進。2011年（平成23年）3月、第10回さがみはら若手落語家選手権において優勝。2012年（平成24年）9月、第4回前橋若手落語家選手権において優勝。
2017年（平成29年）、真打に昇進。

## 人物・芸風
落語に出てくる事柄を実際に体験してドキュメンタリーとして観客に見せる試みをしている。2020年（令和2年）「コロナ禍で伸ばしだした髪の毛で町人髷（丁髷）を結い、その頭で落語を演じる」という目標を立て、2022年（令和4年）6月23日『しのはちの覚悟2022 宮戸川（全）』初日の舞台上で剃髪、髷を結った。終了後も引き続き髷姿で落語を演じている。

## 受賞歴
- 2011年（平成23年）3月 - 第10回さがみはら若手落語家選手権優勝
- 2012年（平成24年）9月 - 第4回前橋若手落語家選手権優勝

## 出演

### テレビ
- にほんごであそぼ（NHK Eテレ） - 「花鹿亭のみなさん」として（2017年4月 - 2021年3月）
- 開運！なんでも鑑定団（2025年8月5日、テレビ東京） - ゲスト

### インターネット
- notallミュージックトークライブ『 6U 』（2021年3月24日、WALLOP）[8]

### ラジオ
- 彬子女王のオールナイトニッポンPremium（2025年4月21日、ニッポン放送）[9]